# Per Olof Eriksson (skådespelare)
Per Olof Eriksson, född 1 oktober 1933 i Avesta, död 11 mars 1988 i Kungsholms församling i Stockholm, var en svensk skådespelare. Han var bror till Carl-Åke Eriksson. 

## Biografi

### Teaterstudier och debut
Per-Olof Eriksson kom som ung till Stockholm för att bli skådespelare och studerade först på Calle Flygares teaterskola som då hade sina lokaler på Bryggargatan i Klarakvarteren. Efter flera försök kom han 1958 in vid Dramatens elevskola och blev elevkamrat med bland andra Christina Schollin, Maude Adelson och Helge Skoog. Han debuterade på Dramaten hösten 1959 som Skräddaren i Molières Borgare och adelsman i vilken Holger Löwenadler gjorde huvudrollen. Han var kvar ett år på Dramaten efter elevskolan och gjorde bl.a. Löjtnant Lory och Kapten Wisper i Alf Sjöbergs uppsättning Resan av Georges Schehadé (1962).
Sommaren 1961 fick han ett första genombrott som Oscar Andersson när han spelade med Lena Granhagen som Frida i Skansenteaterns uppsättning av Birger Sjöbergs sångspel Fridas visor. Som Fröken Glissander uppträdde ingen mindre än Julia Caesar.

### På scen och i TV i Skåne
Eriksson som framförallt gjorde lycka i musikteaterföreställningar var först en vända på Hälsingborgs stadsteater där han debuterade som Matt i musikalen Fantasticks innan han kom till Malmö stadsteater 1964. Där framträdde han samma höst i Arnold Weskers Prima liv på Stora scenen i en uppsättning med bara manliga skådespelare, däribland Fred Gunnarsson, Niels Dybeck, Arne Strömgren, Åke Lindström, Leif Liljeroth och Olof Bergström. Han var kvar på stadsteatern i Malmö till 1967 och gjorde bland annat rollen som Armfelt i Strindbergs Gustav III med Jarl Kulle som kungen. I den uppsättningen spelade Eriksson för första gången med brodern Carl-Åke Eriksson. Han medverkade också i Malmö-uppsättningen av Hans Alfredsons och Tage Danielssons beredskapsrevy Å, vilken härlig fred som gavs på stadsteaterns annexteater Nyan på våren 1967.
Han filmdebuterade som skådespelare med en mindre roll i Kjell Gredes film Karneval 1961 men hade framträdande roller i TV-filmerna Sagor från New York (1965), Jan Hemmels Tågarp - Hälsingborg (1967) med manus av Sandro Key-Åberg och i Lennart Olssons Kärlek 1-1000 samma år.

### 1970-talet och framåt
1967 kom han till Riksteatern där han turnerade i dubbelrollen som Kung Salomo och Salomos skomare i den israeliska musikalen Kungen och skomakaren, som hade skandinavisk urpremiär på Södra teatern. Två år senare spelade han med Anna Sundqvist i musikalen Irma la Douce som följdes av rollen som  Konferencieren i Cabaret våren 1970 med Eva Bysing som Sally Bowles och Inga Gill som Fräulein Schneider. Han repriserade konferencierens roll på Upsala-Gävle stadsteater 1976. Han fick också visa prov på sitt komedispel som Andreas Blek af Nosen i Ernst Günthers uppsättning av Trettondagsafton med Ulla Blomstrand som Viola.
1973 medverkade Eriksson i Sverigepremiären på musikalen Godspell på Jarlateatern i Stockholm 1973 med Jonas Bergström som Jesus och med bland andra Björn Skifs och Kisa Magnusson i rollerna. Han spelade också i Abe Burrows och Cole Porters Can Can på Intiman med Ulla Sallert.
Som Tiggaren i John Gays Tiggarens opera kom han på hösten 1974 till Upsala-Gävle stadsteater där han från 1976 var knuten till ensemblen. Bland roller kan nämnas Oberon i Shakespeares En midsommarnattsdröm, Den okände i Strindbergs Till Damaskus, Bellman i Forssells Wärdshuset Haren och Vråken och Rocky i Horace McCoys Maratondansen med Tommy Körberg och Mona Seilitz.
1983 gjorde han Doktor Einstein i långköraren Arsenik och gamla spetsar som Lars Amble satte upp på Maximteatern i Stockholm med Sif Ruud, Birgitta Andersson, Magnus Härenstam, Fredrik Ohlsson och Gösta Püzelius med flera.
Eriksson hade en gästroll i TV-serien Bröderna Malm (1972) och gjorde Farbror Olsson i Allan Edwalls film Åke och hans värld, 1984.

### Övrigt
Per Olof Eriksson är gravsatt i minneslunden på Skogskyrkogården i Stockholm.

## Filmografi
- 1946 – Folkarebygden firar Lucia
- 1953 – Alla tiders 91 Karlsson
- 1961 – Karneval
- 1965 – Sagor från New York
- 1967 – Kärlek 1-1000
- 1967 – Tågarp-Hälsingborg
- 1984 – Åke och hans värld

## Teater

### Roller
| År   | Roll                             | Produktion                                                | Regi                       | Teater                    |
| ---- | -------------------------------- | --------------------------------------------------------- | -------------------------- | ------------------------- |
| 1960 | Fortinbras Mördaren i pantomimen | Hamlet William Shakespeare                                | Alf Sjöberg                | Dramaten                  |
| 1961 | Oscar                            | Fridas visor Birger Sjöberg                               | Per Sjöstrand              | Skansens friluftsteater   |
| 1961 | En man                           | Yerma Federico García Lorca                               | Bengt Ekerot               | Dramaten                  |
| 1962 | Löjtnant Lory Kapten Wisper      | Resan (Le voyage) Georges Schehadé                        | Alf Sjöberg                | Dramaten                  |
| 1962 | Matt                             | Fantasticks Harvey Schmidt och Tom Jones                  | Per Sjöstrand              | Helsingborgs stadsteater  |
| 1962 | Sonny Lincoln                    | Värmebölja (Hot Summer Night) Ted Willis                  | Lars-Erik Liedholm         | Helsingborgs stadsteater  |
| 1963 | Jerry Ryan                       | Två på gungbrädet (Two for the Seesaw) William Gibson     | Per Sjöstrand              | Helsingborgs stadsteater  |
| 1963 | Einar                            | Brand Henrik Ibsen                                        | Lars-Erik Liedholm         | Helsingborgs stadsteater  |
| 1963 | Orestes                          | Hermione och kärleken (Hermione) Hans Koning              | Per Sjöstrand              | Helsingborgs stadsteater  |
| 1963 | Haimon                           | Antigone Jean Anouilh                                     | Lars-Erik Liedholm         | Helsingborgs stadsteater  |
| 1963 | Damis                            | Tartuffe (Tartuffe, ou l'Imposteur) Molière               | Per Sjöstrand              | Helsingborgs stadsteater  |
| 1964 | Elisius de Pereira               | Ostron och politik Guilherme Figueiredo                   | Per Sjöstrand              | Helsingborgs stadsteater  |
| 1964 | Josef K                          | Processen (Der Prozess) Franz Kafka                       | Lars-Erik Liedholm         | Helsingborgs stadsteater  |
| 1964 | Thompson                         | Prima liv (Chips with Everything) Arnold Wesker           | Lennart Olsson             | Malmö stadsteater         |
| 1965 |                                  | Kvartetten som sprängdes Birger Sjöberg                   | Josef Halfen               | Malmö stadsteater         |
| 1965 |                                  | Djävulens följe (The Devils) John Whiting                 | Lennart Olsson             | Malmö stadsteater         |
| 1965 |                                  | Barfota i parken Neil Simon                               | Åke Engfeldt               | Malmö stadsteater         |
| 1966 |                                  | Mordet på Marat Peter Weiss                               | Jan Lewin                  | Malmö stadsteater         |
| 1967 |                                  | Å, vilken härlig fred! Hans Alfredson och Tage Danielsson | Jan Lewin                  | Malmö stadsteater         |
| 1969 |                                  | Irma la Douce Marguerite Monnot                           |                            | Riksteatern               |
| 1970 | Konferencieren                   | Cabaret John Kander, Fred Ebb och Joe Masteroff           |                            | Riksteatern               |
| 1973 |                                  | Godspell John-Michael Tebelak och Stephen Schwartz        | Jonnie Christen Klaus Pagh | Jarlateatern              |
| 1976 | Syster Gunnel                    | Hemmet Kent Andersson och Bengt Bratt                     | Ulf Andrée                 | Uppsala-Gävle Stadsteater |
| 1983 | Dr Einstein                      | Arsenik och gamla spetsar Joseph Kesselring               | Lars Amble                 | Maximteatern              |

## Radioteater

### Roller
| År   | Roll                    | Produktion                 | Regi           |
| ---- | ----------------------- | -------------------------- | -------------- |
| 1967 | Frigivne Jonas Karlsson | Efter fem år Folke Mellvig | Lennart Olsson |

## Bilder

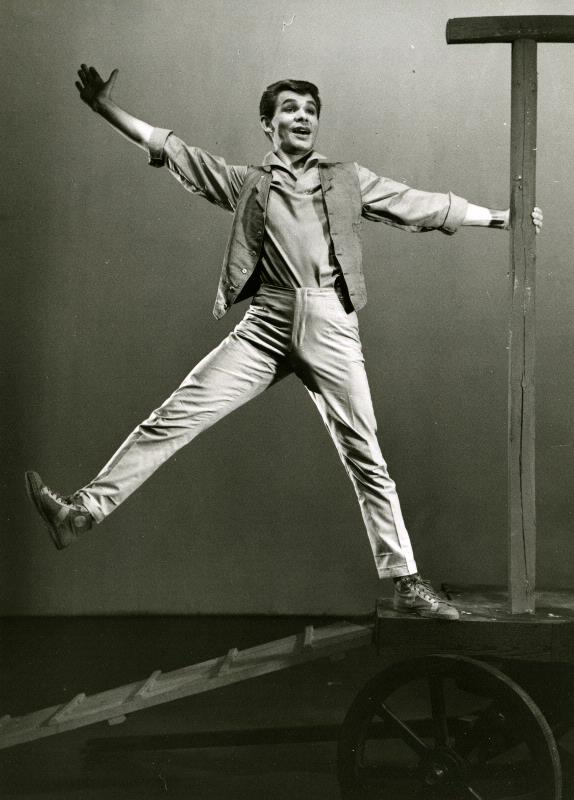
Per Olof Eriksson i Fantasticks på Helsingborgs stadsteater 1962.
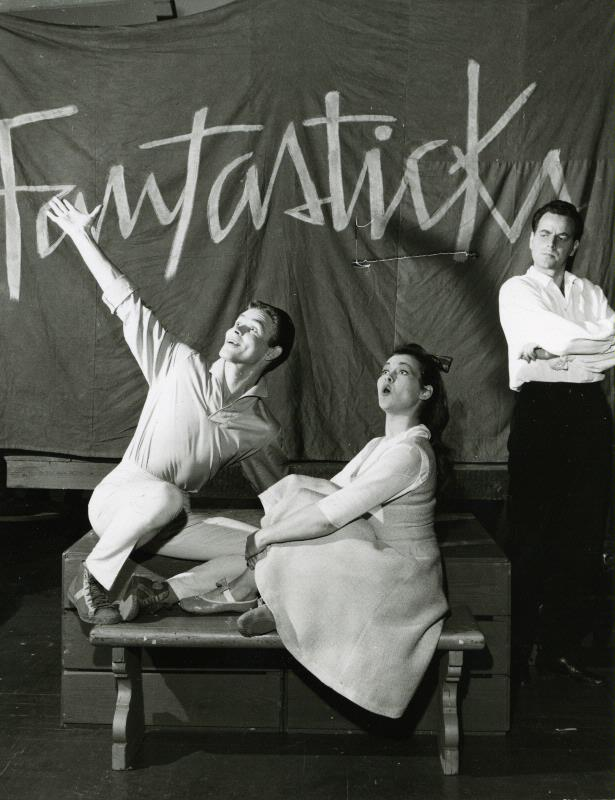
Per Olof Eriksson, Nadja Witzansky och Ulf Qvarsebo i Fantasticks på Helsingborgs stadsteater 1962.
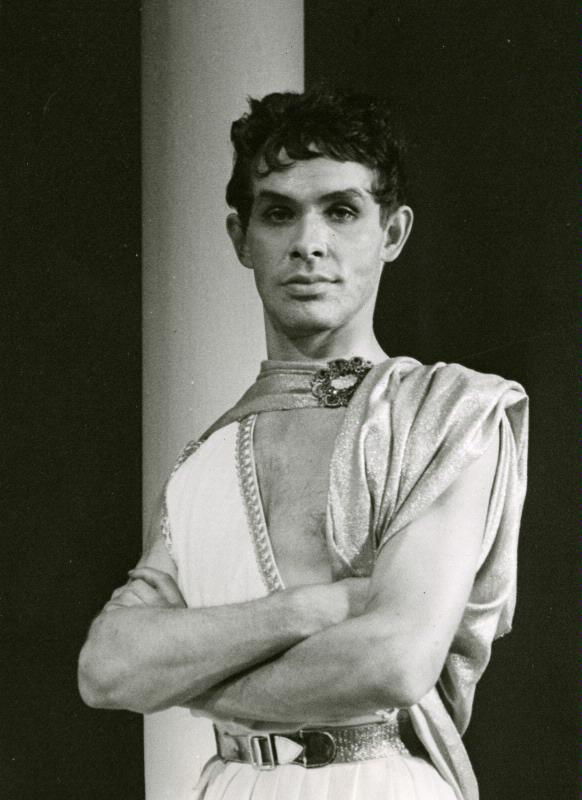
Per Olof Eriksson som Orestes i Hermione och kärleken på Helsingborgs stadsteater 1963.
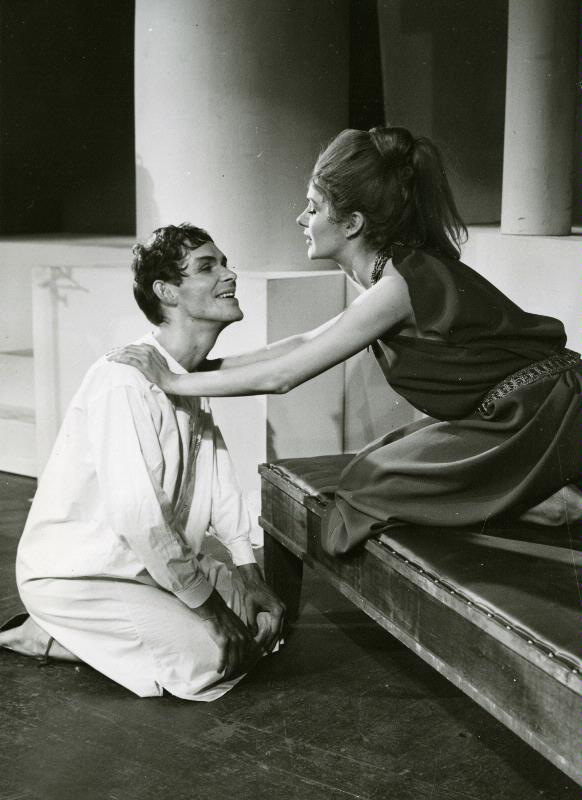
Per Olof Eriksson och Lena Ewert i Hermione och kärleken på Helsingborgs stadsteater 1963.
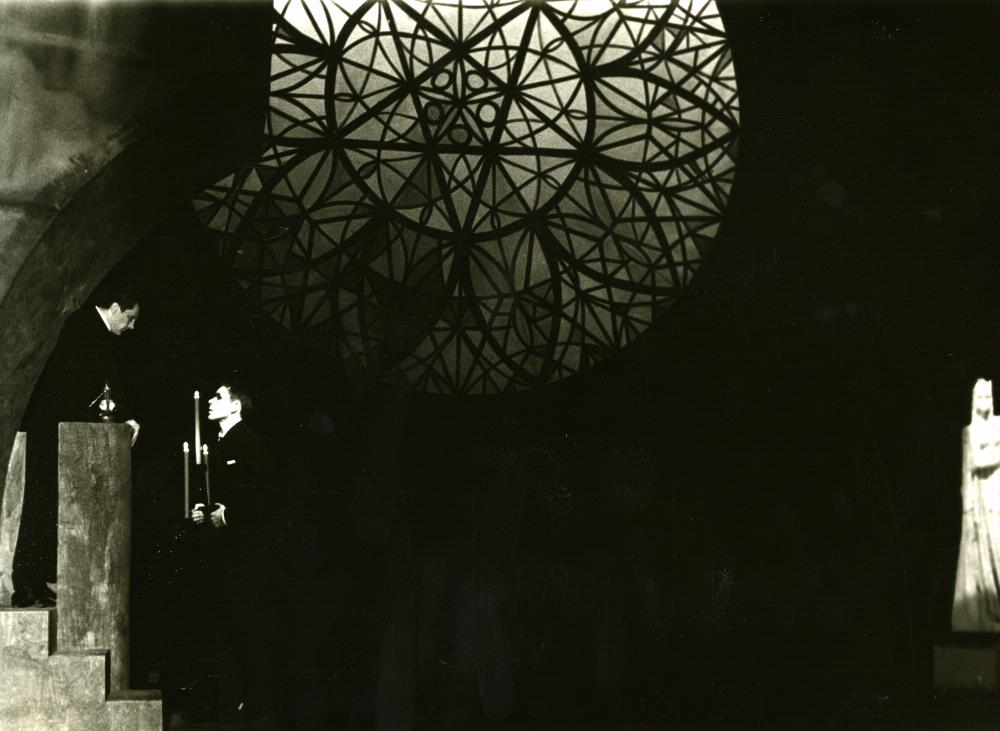
Per Olof Eriksson och Alf Nilsson i Processen på Helsingborgs stadsteater 1964.